# Rubén Pagnanini
Rubén Oscar Pagnanini (ur. 31 stycznia 1949 w San Nicolás de los Arroyos, Prowincja Buenos Aires) – argentyński piłkarz, podczas kariery zawodniczej grał na pozycji prawego obrońcy.
Pagnanini rozpoczął swoją karierę w Estudiantes La Plata w 1968 roku. Grał w nim przez dziewięć lat, czyli większość jego kariery. W 1977 przeszedł do CA Independiente, z którym zdobył dwukrotnie tytuł mistrza Argentyny. W 1980 roku Pagnanini został piłkarzem Argentinos Juniors Buenos Aires i jeszcze w tym samym roku zakończył karierę zawodniczą.
Pagnanini grał również dla reprezentacji Argentyny. Został powołany na mistrzostwa świata 1978, na których Argentyńczycy odnieśli zwycięstwo.
W 2007 roku na krótko został trenerem klubu La Emilia San Nicolas.